# 22631 Діллард
22631 Діллард (22631 Dillard) — астероїд головного поясу, відкритий 22 травня 1998 року.
Тіссеранів параметр щодо Юпітера — 3,524.